# Chaetogaster langi
Chaetogaster langi är en ringmaskart som beskrevs av Bretscher 1896. Enligt Catalogue of Life ingår Chaetogaster langi i släktet Chaetogaster och familjen glattmaskar, men enligt Dyntaxa är tillhörigheten istället släktet Chaetogaster och familjen Naididae. Arten är reproducerande i Sverige. Inga underarter finns listade i Catalogue of Life.